# Tetramesa kingi
Tetramesa kingi är en stekelart som först beskrevs av Phillips 1927.  Tetramesa kingi ingår i släktet Tetramesa och familjen kragglanssteklar. Inga underarter finns listade i Catalogue of Life.